# عبد الكريم الأرومي
الميرزا عبد الكريم بن أبي طالب الأرومي (ت. 1358 هـ). هو رجل دين ومرجع شيعي إيراني (أذري) من أهل مدينة أرومية عاصمة محافظة أذربيجان الغربيَّة.

## ولادته ونشأته الدينية
كانت ولادة الأرومي بمدينة أرومية سنة 1243 هـ.ش، وفيها نشأ ودرس مقدمات العلوم الحوزويَّة، ثمَّ هاجر منها إلى تبريز حيث واصل فيها دراساته الدينيَّة، وثم هاجر منها إلى النجف حيث أقام سنين عديدة ونال درجة الاجتهاد من بعض فقهاء الشيعة الموجودين في النجف آنذاك، وهم؛ محمد علي الرشتي، وفرج الله التبريزي، وأبو الحسن الأصفهاني.

## رجوعه إلى موطنه
رجع الأرومي إلى موطنه أرومية بعد فترة من هجرته إلى تبريز والنجف، وقام بإمامة المصلِّين في مسجد رضا آباد، وبقي في موطنه إلى آخر أيَّام حياته حيث توفي وهو يبلغ من العمر خمس وسبعين سنة.

## مؤلفاته
للأرومي بعض المؤلَّفات الفارسيَّة، ومنها:
| - طاقة ريحان. فارسي في أحوال العباس بن علي بن أبي طالب. - شرح دعاء الصباح. | - گلزار قدسی. مجلَّدان في ثواب الأعمال وعقابها، ذكره آغا بزرگ الطهراني بعنوانين مستقلَيْن ترجمة ثواب الأعمال، وترجمة عقاب الأعمال. |